# Dryopteris cambrensis
Dryopteris cambrensis är en träjonväxtart. Dryopteris cambrensis ingår i släktet Dryopteris och familjen Dryopteridaceae.

## Underarter
Arten delas in i följande underarter:
- D. c. cambrensis
- D. c. distans
- D. c. insubrica
- D. c. pseudocomplexa